# Municipio de St. Francis (condado de Greene)
El municipio de St. Francis (en inglés: St. Francis Township) es un municipio ubicado en el condado de Greene en el estado estadounidense de Arkansas. En el año 2010 tenía una población de 2002 habitantes y una densidad poblacional de 67,43 personas por km².

## Geografía
El municipio de St. Francis se encuentra ubicado en las coordenadas 35°59′24″N 90°33′31″O / 35.99000, -90.55861. Según la Oficina del Censo de los Estados Unidos, el municipio tiene una superficie total de 29.69 km², de la cual 29,66 km² corresponden a tierra firme y (0,09 %) 0,03 km² es agua.

## Demografía
Según el censo de 2010, había 2002 personas residiendo en el municipio de St. Francis. La densidad de población era de 67,43 hab./km². De los 2002 habitantes, el municipio de St. Francis estaba compuesto por el 98,65 % blancos, el 0,05 % eran afroamericanos, el 0,2 % eran amerindios, el 0,2 % eran asiáticos, el 0,15 % eran de otras razas y el 0,75 % eran de una mezcla de razas. Del total de la población el 1 % eran hispanos o latinos de cualquier raza.